# Куатру-Понтис
Куатру-Понтис (порт. Quatro Pontes) — муниципалитет в Бразилии, входит в штат Парана. Составная часть мезорегиона Запад штата Парана. Входит в экономико-статистический микрорегион Толеду. Население составляет 3646 человек на 2010 год. Занимает площадь 114,393 км². Плотность населения — 0,03 чел./км².

## История
Город основан 13 сентября 1990 года.

## Статистика
- Валовой внутренний продукт на 2003 год составляет 66 968 820,00 реалов (данные: Бразильский институт географии и статистики).
- Валовой внутренний продукт на душу населения на 2003 год составляет 18 392,97 реалов (данные: Бразильский институт географии и статистики).
- Индекс развития человеческого потенциала на 2000 год составляет 0,851 (данные: Программа развития ООН).

## География
Климат местности: субтропический. В соответствии с классификацией Кёппена, климат относится к категории Cfa.